# Hermano Roberto
Hermano Roberto fue un monje monástico noruego de la Edad Media que adaptó diversas obras literarias del francés al nórdico antiguo durante el reinado de Haakon IV de Noruega (r. 1217–1263). El más importante de estos trabajos fue Tristrams saga og Ísöndar, basado en el original Tristán de Tomás de Inglaterra, que resalta sobre otras adaptaciones por ser el único ejemplo de la obra de Tomás sobre la leyenda de Tristán e Isolda que ha sobrevivido en su totalidad. Es la versión más temprana de la historia en Escandinavia y se supone que también fue la primera adaptación noruega de una obra en francés antiguo. El éxito de la adaptación pudo inspirar las siguientes traducciones y adaptaciones literarias procedentes del continente durante el reinado de Haakon.
Se desconoce la nacionalidad del Hermano Roberto, pero su nombre y otras circunstancias evidenciales sugieren que era anglo-normando. Por lo tanto pudo estar vinculado a los monasterios de la Orden del Císter de la abadía de Lyse o la abadía de Hovedøya, que mantenía estrechos lazos con Inglaterra. El nombre de Roverto también se relaciona con cierta seguridad con Elís saga og Rósamundu, una adaptación de la chanson de geste Élie de Saint Gille, donde se le menciona como «abad». Otras cuatro obras pertenecientes al ciclo artúrico también han sido atribuidas a él, Ívens saga, Parcevals saga, basado en la obra de Chrétien de Troyes Yvain, el Caballero del León y Perceval o el cuento del Grial; Möttuls saga, una versión del poema Le Mantel Mautaillié; y Strengleikar, basados en la obra Lais de María de Francia de Marie de France. Las traducciones del Hermano Roberto encargados por el rey Haakon hablan del papel de la corona y su interés en promocionar la literatura francesa y material artúrico en Noruega. La influencia de Tristrams saga og Ísöndar fue aparentemente notable en Islandia, donde sirvió como base para la balada Tristrams kvæði y una adaptación en prosa, la Saga af Tristram ok ĺsodd.